# Palais An Định
Le palais An Dinh (en vietnamien: Cung An Định; c'est-à-dire le palais Sûr) est un palais situé à Hué, au centre du Viêt Nam dans le quartier d'An Cựu.

## Historique et description
C'est en 1902 que le roi d'Annam, Thành Thái, donne des terrains incultes près de la rivière An Cựu à son fils héritier, le futur Khải Định pour s'installer dans une demeure. Devenu roi en 1917, il fait construire ce palais dans un style néo-renaissance et néo-classique mélangé d'éléments asiatiques, afin de s'éloigner de la Cour demeurant à la Cité impériale, où il comptait de nombreux ennemis. Ce palais à l'européenne est terminé en 1919. Il est décoré de colonnes corinthiennes et de frontons à la grecque avec des pignons néo-renaissance. La façade comporte des balustrades à la française et de petits motifs asiatiques autour des fenêtres du rez-de-chaussée. Le portail d'honneur est orné de céramiques en porcelaine.
L'intérieur comporte des enfilades de salons aux plafonds peints et aux murs recouverts de panneaux peints encadrés de bois doré aux motifs surchargés représentant des paysages de la région de Hué avec des canaux et des pavillons.

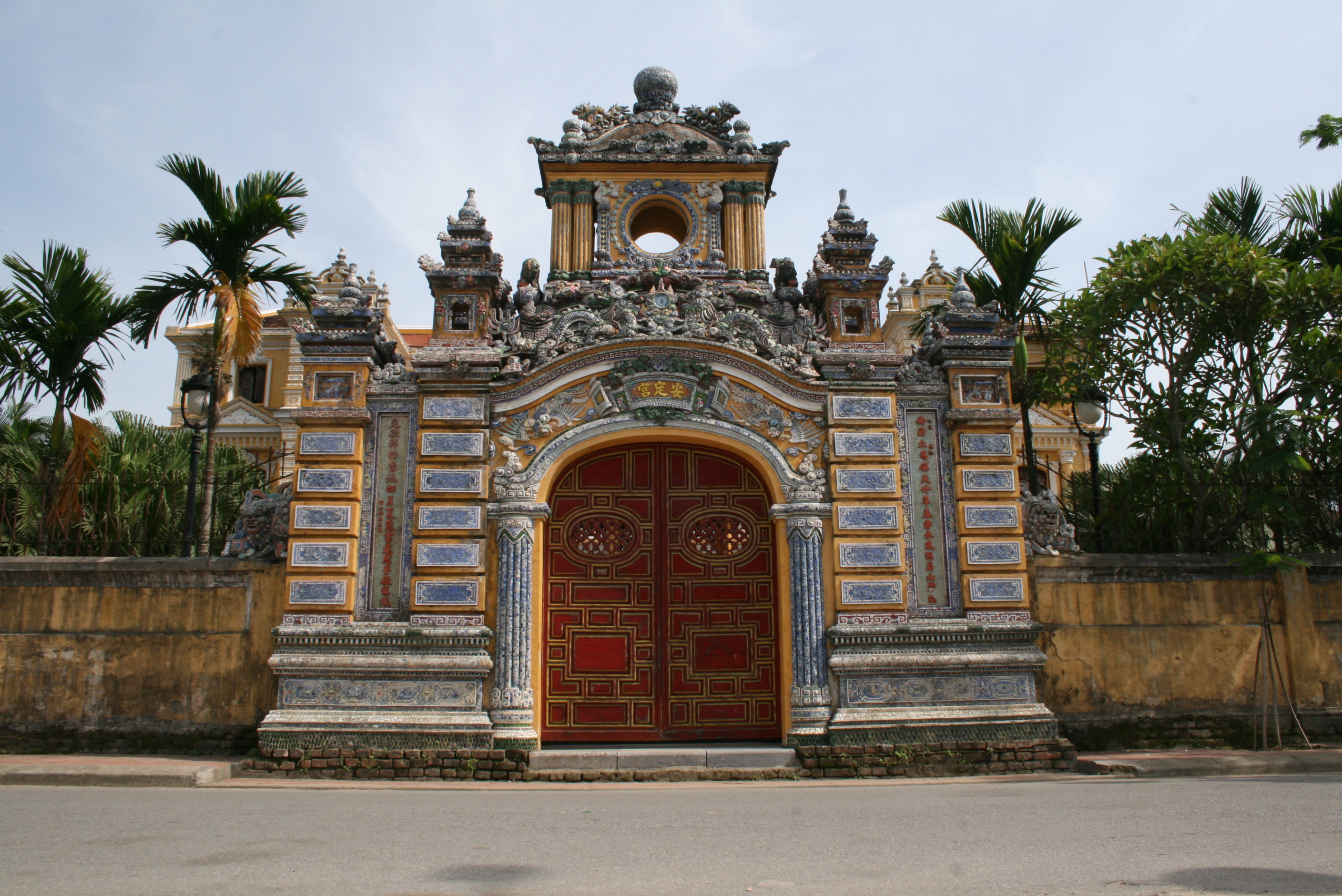
Portail d'honneur.
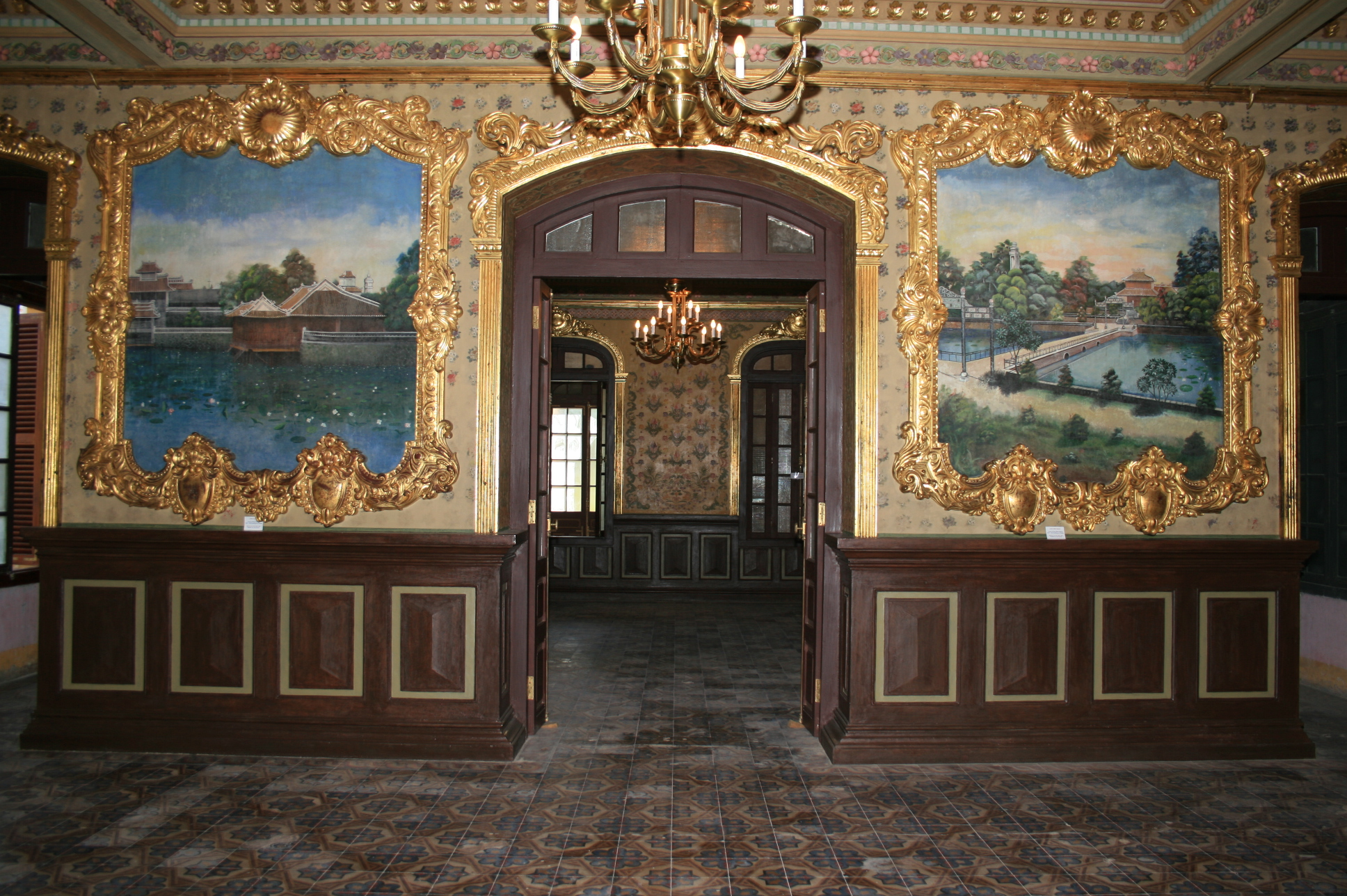
Fresques des salons en 2008.
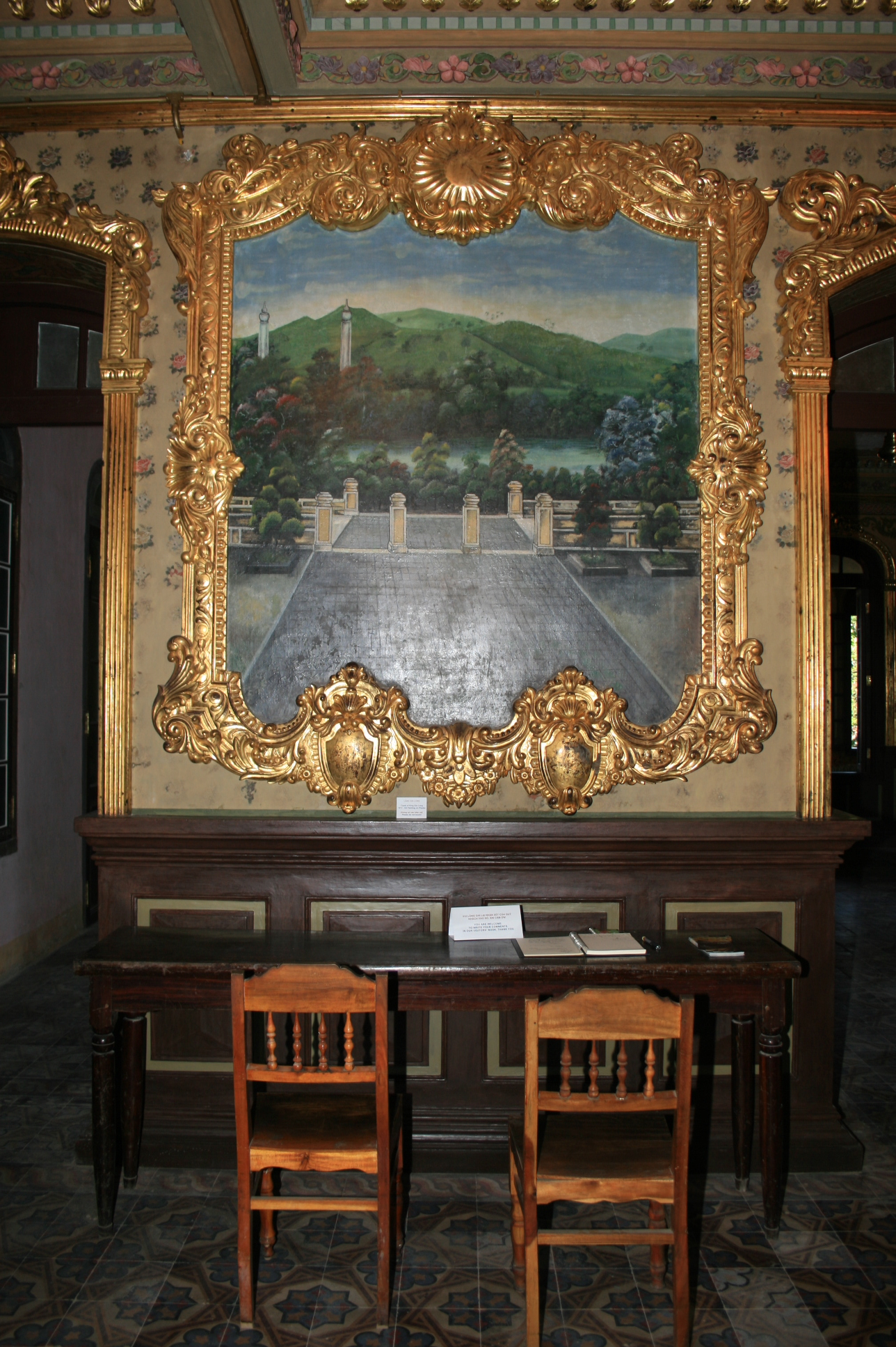
Détail d'une fresque.
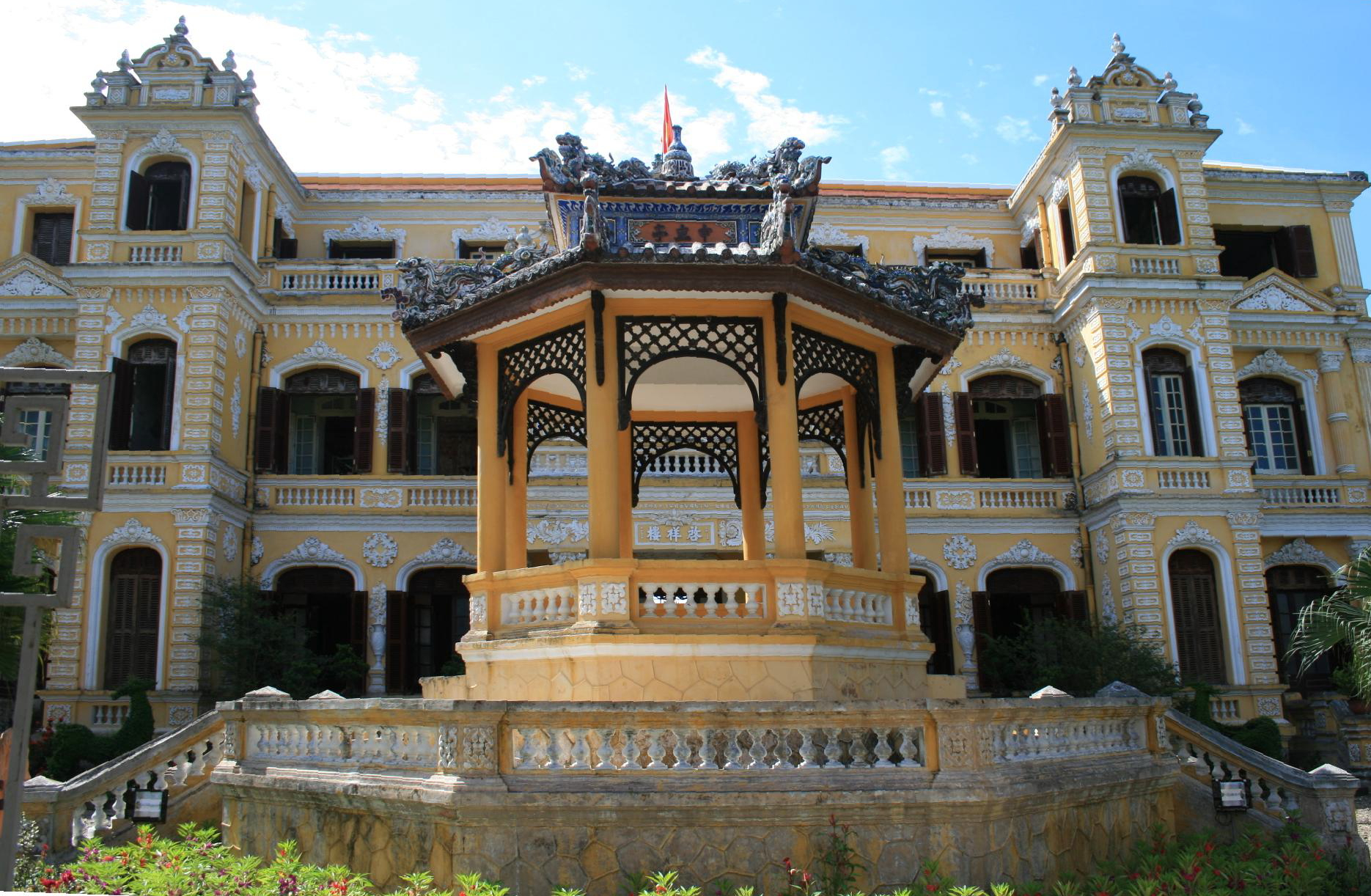
Vue de la cour d'honneur.

Pendant que le roi faisait construire le palais Kien Trung dans la Cité pourpre interdite, il en fit sa demeure principale. Ce fut ensuite la demeure de son fils, le futur Bao Dai (âgé de neuf ans) à partir de 1922 avec sa mère, la reine Từ Cung (1890-1980), devenue veuve en 1925. Son fils Bao Dai vécut ensuite au palais Kien Trung avec son épouse Nam Phuong, ainsi que dans leur résidence d'été de Dalat, néanmoins ils y faisaient des séjours. Nam Phuong y donna naissance en 1942 à la princesse Phương Dung, le 5 février 1942.
Après avoir abdiqué en août 1945, Bao Dai fut nommé conseiller par le Viêt Minh, qui ainsi le surveillait, puis il se réfugia en Chine. Pendant ce temps sa famille demeurait à la Cité pourpre interdite. Lorsque l'emprise du Viêt Minh fut totale dans cette partie du pays à partir de l'automne 1945, l'impératrice Nam Phuong fut mise sous résidence surveillée d'abord à Kien Trung, puis à An Dinh, où elle dut également supporter sa belle-mère qui la détestait. La seule permission que lui donnaient les commissaires politiques pour sortir était d'assister à la messe quotidienne des rédemptoristes canadiens à proximité, citoyens d'un pays neutre pendant le conflit qui opposait l'armée française au Viêt Minh.
Le 29 mars 1946, les troupes françaises délogent les Vietminhs de Hué et elle retrouve sa liberté. En décembre 1946, elle quitte le palais avec ses enfants pour se réfugier chez les rédemptoristes alors que la ville est assiégée par le Viêt Minh. Elle y reste cinq mois, alors que les combats font rage, avant d'être évacuée par les troupes françaises vers Dalat, puis quelques mois plus tard vers Hong Kong.
En 1954, Ngo Dinh Diem confisque le palais à la reine Từ Cung. Le palais est nationalisé en 1975 par le gouvernement communiste qui en fait un foyer de logements d'étudiants de l'université. Il est sérieusement dégradé en 2001, lorsque le gouvernement fait appel à des experts de la République fédérale allemande pour le restaurer.
Lorsque le musée des beaux-arts de Hué a été fermé pour travaux, une partie de ses collections a été exposée ici.
Le palais de 754 m2 à deux étages supérieurs s'élève sur un terrain de 23 463 m2 avec un parc et un étang, entouré de murailles de briques d'1,80 de hauteur surmontées de grilles.

## Aujourd'hui
Le palais abrite aujourd'hui une collection de photographies, de meubles, d'objets et de vêtements ayant appartenu aux derniers membres de la dynastie Nguyen.